# Dialeteismo
El dialeteismo es la creencia de que existen proposiciones verdaderas, cuyas negaciones también son verdaderas. El dialeteismo no es en sí mismo un sistema lógico, aunque adherirse al dialeteismo sin aceptar algún tipo de lógica paraconsistente es básicamente aceptar cualquier cosa.
Graham Priest, de la Universidad de Melbourne, es el defensor contemporáneo más prominente del dialeteismo. Para Priest, la necesidad de postular la existencia de contradicciones verdaderas proviene en primer lugar de la lógica, especialmente de la paradoja del mentiroso y similares. En segundo lugar, de la teoría de conjuntos, pues los axiomas más intuitivos resultan en la paradoja de Russell: un conjunto que pertenece y no pertenece a sí mismo. Y en tercer lugar, de asuntos empíricos como el movimiento, las contradicciones legales y el cambio. Su idea es que las teorías lógicas que evitan las contradicciones por medio de restricciones (como la teoría de Alfred Tarski o la de Bertrand Russell) se alejan cada vez más del uso que hacemos de conceptos básicos como «verdad», y aun así no pueden evitar del todo inconsistencias.
A pesar de que la lógica del dialeteismo parece incompatible con la lógica clásica, todos los teoremas de la lógica clásica serán verdades en la lógica del dialeteismo (aunque claro, a veces esas verdades serán también falsedades). La crítica más fuerte que se le hace a esta teoría es que no expresa correctamente el concepto de negación, porque cuando decimos A queremos decir que no-A es falsa; en cambio, para esta teoría, aun cuando digamos A, es perfectamente posible que no-A sea también verdadera.
La paradoja del mentiroso y la paradoja de Russell se ocupan de las afirmaciones autocontradictorias en la lógica clásica y la teoría ingenua de conjuntos, respectivamente. Las contradicciones son problemáticas en estas teorías porque hacen que las teorías exploten: si una contradicción es verdadera, entonces todas las proposiciones son verdaderas. La forma clásica de resolver este problema es prohibir las afirmaciones contradictorias: revisar los axiomas de la lógica para que no aparezcan afirmaciones autocontradictorias (como en el caso de la paradoja de Russell). Los dialeteístas, por otro lado, responden a este problema aceptando las contradicciones como verdaderas. El dialeteísmo permite el axioma de comprensión sin restricciones en la teoría de conjuntos, afirmando que cualquier contradicción resultante es un teorema.
Sin embargo, las paradojas autorreferenciales, como la del Mentiroso Fortalecido, se pueden evitar sin revisar los axiomas abandonando la lógica clásica y aceptando más de dos valores de verdad con la ayuda de la lógica multivaluada, como la lógica difusa o la lógica de Łukasiewicz.
El dialeteísmo ha sido criticado por no lograr capturar la característica crucial de la negación, conocida como el carácter absoluto del desacuerdo: imaginemos que John enuncia P. La forma típica de Sally de estar en desacuerdo con John es una consecuente enunciación de ¬P. Sin embargo, si aceptamos el dialeteísmo, el hecho de que Sally lo haya expresado no le impide aceptar también P; por lo tanto, tanto ella como su negación son verdaderas. Se pierde el carácter absoluto del desacuerdo.